# Seán Mac Diarmada
Seán Mac Diarmada (27 janvier 1883 – 12 mai 1916), également connu sous le nom de Seán MacDermott, est un militant politique républicain irlandais et un leader révolutionnaire. Il est l'un des sept dirigeants de l'Insurrection de Pâques de 1916, qu'il contribue à organiser en tant que membre du Comité militaire de la Fraternité républicaine irlandaise (IRB) et est le deuxième signataire de la Proclamation de la république d'Irlande. Il est exécuté pour son rôle dans l'Insurrection à l'âge de 33 ans.
Élevé dans le comté rural de Leitrim, il est membre de nombreuses associations qui promouvaient la cause de la langue irlandaise, du renouveau gaélique et du nationalisme irlandais en général, notamment la Ligue gaélique et (au début de sa carrière) la fraternité catholique irlandaise, l'Ancien Ordre de Hiberniens. Il est responsable national du Sinn Féin, puis directeur du journal Irish Freedom, fondé en 1910 par Bulmer Hobson (en) et d'autres.

## Jeunesse

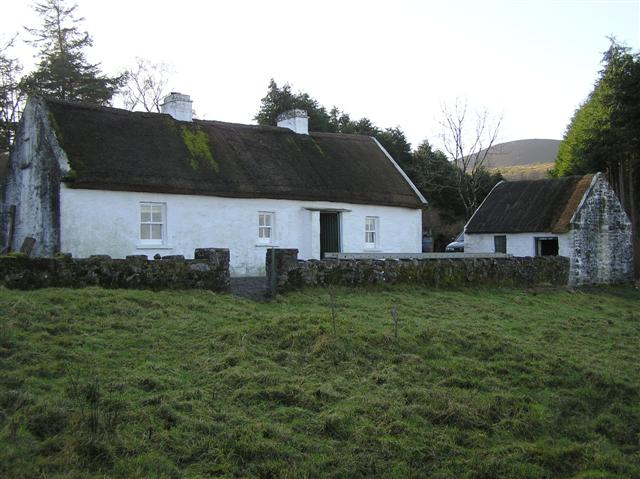
Lieu de naissance de Seán Mac Diarmada

Mac Diarmada est né John MacDermott à Corranmore, près de Kiltyclogher dans le comté de Leitrim, une région où le paysage est marqué par la pauvreté. Son père Donald McDermott est membre de la CISR et ami de John Daly.
Autour de Mac Diarmada, dans la campagne de Leitrim, il y a des signes de l'histoire irlandaise dans toute la région. Il y a une ancienne sudation, des roches de masse datant de l'époque pénale et des persécutions des XVIIe et XVIIIe siècles, et des demeures abandonnées à la suite de la famine des années 1840.
Il fait ses études à l'école nationale de Corradoona. En 1908, il s'installe à Dublin, époque à laquelle il est déjà impliqué depuis longtemps dans plusieurs organisations nationalistes et culturelles irlandaises, dont le Sinn Féin, la Fraternité républicaine irlandaise (IRB), l'Ancien Ordre des Hiberniens et la Ligue gaélique. Il est rapidement promu au Conseil suprême de l'IRB et finalement élu secrétaire. Il a initialement refusé de rejoindre l'IRB car celui-ci a été condamné par l'Église catholique, mais Bulmer Hobson l'a convaincu du contraire.
En 1910, il devient directeur du journal radical Irish Freedom, qu'il fonde avec Bulmer Hobson et Denis McCullough (en). Il est également organisateur national pour l'IRB et est pris sous l'aile du vétéran Fenian Tom Clarke. En effet, au fil des années, les deux hommes deviennent presque inséparables. Peu de temps après, Mac Diarmada contracte la polio et avait besoin d'une canne pour marcher.
MacDiarmada et Clarke soutiennent les travailleurs lors du lock-out de Dublin en 1913,.
En novembre 1913, Mac Diarmada est l'un des premiers membres des Volontaires irlandais et continue à travailler pour amener cette organisation sous le contrôle de l'IRB. En mai 1915, Mac Diarmada est arrêté à Tuam, dans le comté de Galway, en vertu de la loi sur la défense du royaume de 1914, pour avoir prononcé un discours contre l'enrôlement dans l'armée britannique pendant la Première Guerre mondiale.

## Insurrection de Pâques

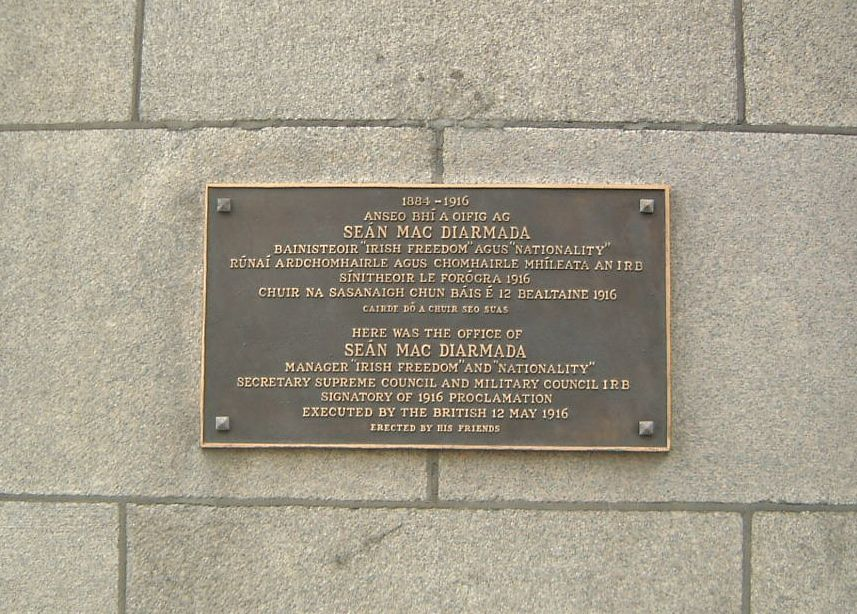
Plaque à l'extérieur des bureaux de Dublin autrefois utilisée par Seán MacDiarmada

Après sa libération en septembre 1915, il rejoint le Comité militaire secret de l'IRB, chargé de planifier le soulèvement. En fait, Mac Diarmada et Clarke en sont les principaux responsables. En 1914, il déclare que « l’esprit patriotique irlandais mourrait pour toujours à moins qu’un sacrifice de sang ne soit fait dans les prochaines années ». ».
En raison de son handicap, Mac Diarmada participe peu aux combats de la semaine de Pâques, mais il est stationné au siège de la Poste centrale de Dublin (GPO), en tant que membre du Gouvernement Républicain Provisoire. Après sa reddition, il a failli échapper à l'exécution en se mêlant au grand nombre de prisonniers. Il est finalement reconnu par Daniel Hoey de la Division G. À l'issue d'une cour martiale le 9 mai, Mac Diarmada est exécuté par un peloton d'exécution dans la prison de Kilmainham le 12 mai, à l'âge de 33 ans.
En septembre 1919, Hoey est abattu par l'escouade de Michael Collins. De même, l'officier britannique Lee-Wilson, qui a ordonné que Mac Diarmada soit abattu plutôt que emprisonné, est également tué à Cork sur ordre de Collins pendant la guerre d'indépendance irlandaise.
Mac Diarmada entretenait une correspondance régulière avec Nell Ryan. Dans sa dernière lettre, il écrit : « Miss Ryan, celle qui, selon toute probabilité, si j'avais vécu, aurait été ma femme ». "Min" Josephine Ryan et sa sœur, Phyllis, sont coursières du GPO et réussissent à s'échapper. Min, l'une des fondatrices de Cumann na mBan, réussit à s'échapper de l'Irlande vers l'Amérique elle épouse plus tard Richard Mulcahy.
Avant son exécution, Mac Diarmada écrit : « Je ressens un bonheur comme je n'en ai jamais connu. Je meurs pour que la nation irlandaise vive ! ".

## Commémoration
Seán McDermott Street (anciennement Gloucester Street) à Dublin est nommée en son honneur. Il en va de même pour la gare de Sligo Mac Diarmada à Sligo et pour le Páirc Seán Mac Diarmada, le stade de la Gaelic Athletic Association à Carrick-on-Shannon, dans le comté de Leitrim. La tour Sean MacDermott à Ballymun, démolie en 2005, porte également son nom. Dans sa ville natale de Kiltyclogher, une statue sur laquelle sont inscrits ses derniers mots est érigée au centre du village. Sa maison d'enfance est maintenant un monument national.